# Francesco Maria Pandolfi Alberici
Francesco Maria Pandolfi Alberici (Orvieto, 18 marzo 1764 – Roma, 3 giugno 1835) è stato un cardinale italiano.

## Biografia
Nacque a Orvieto il 18 marzo 1764.
Papa Gregorio XVI lo elevò al rango di cardinale nel concistoro del 2 luglio 1832.
Morì il 3 giugno 1835 all'età di 71 anni.